# Jonathan Sandoval
Jonathan Alexis Sandoval Rojas (Montevideo, 25 giugno 1987) è un calciatore uruguaiano, difensore del Graneros.

## Caratteristiche tecniche
È un terzino destro.

## Carriera
È cresciuto nelle giovanili del River Plate (M).